# John Cassavetes
John Nicholas Cassavetes (New York, 9 dicembre 1929 – Los Angeles, 3 febbraio 1989) è stato un attore e regista statunitense.

Attivo nel campo cinematografico, teatrale e televisivo, fin dall'inizio, tra i primi, affiancò  alla recitazione la ricerca narrativa come regista di film indipendenti. Fu tra i migliori esponenti della "Scuola di New York" (gruppo in realtà eterogeneo che comprendeva Sidney Meyers, Shirley Clarke, Lionel Rogosin e altri), che assunse come criteri stilistici e contenutistici il realismo, il documentarismo, l'improvvisazione, la povertà di mezzi produttivi, con richiami a volte espliciti alla "poetica del pedinamento" di Cesare Zavattini.
Il suo stile di regia è noto per l'improvvisazione degli attori e per la sua capacità di narrare storie realistiche. Il suo è stato un cinema "familiare" (nei suoi film hanno recitato amici come Seymour Cassel, Ben Gazzara e Peter Falk, la moglie Gena Rowlands, la madre, la suocera e i figli) che ha raccontato storie di coppie in crisi o di problemi della vita metropolitana. Da Gena Rowlands ebbe tre figli: uno di essi, Nick, è oggi un affermato regista.

## Biografia

### Gli inizi

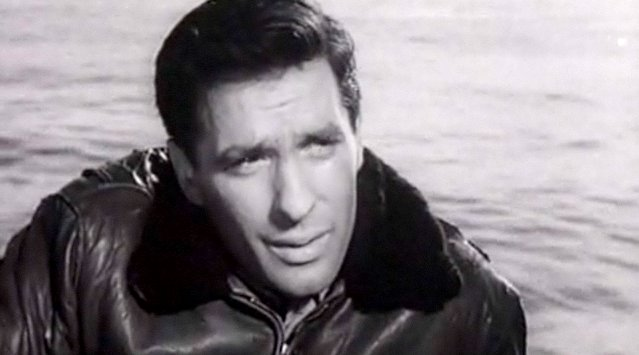
John Cassavetes nel 1957 in Nel fango della periferia di Martin Ritt

Nato a New York da una famiglia di origini greche, suo padre Nikolas Cassavetes era un immigrato greco sposato con l'attrice greco-americana Katherine Demetre, John Cassavetes passò l'infanzia nella terra della sua famiglia prima di tornare definitivamente negli Stati Uniti. A vent'anni iniziò a frequentare i corsi di recitazione e di regia all'American Academy of Dramatic Arts. Nel 1951 si diplomò ma non riuscì a trovare lavoro a Broadway, quindi iniziò a lavorare come attore per la televisione. Recitò in un'ottantina di film televisivi, in ruoli da comprimario, fino ad essere protagonista di serial, in ruoli alla James Dean. Apparve per la prima volta sul grande schermo in un piccolo ruolo nel film 14ª ora (1951) di Henry Hathaway, seguito da un altro in Taxi (1953) di Gregory Ratoff.
Nel 1954 sposò la donna della sua vita, l'attrice Gena Rowlands, l'interprete femminile di quasi tutti i suoi film. Nel 1957 partecipò come co-protagonista al film Nel fango della periferia, diretto da Martin Ritt. Nello stesso anno fondò l'Actor's Workshop, un laboratorio di recitazione off-Broadway, operandovi come insegnante, produttore e regista.

### Gli anni sessanta
In questo ambito nacque il primo lungometraggio di Cassavetes: Ombre, girato tra il 1959 e il 1960, concepito come un "saggio collettivo di recitazione e di regia" (didascalia che apre il film), l'esempio migliore di quel movimento. Il film fu finanziato grazie ad un annuncio sul New York Times e a una richiesta di finanziamento lanciata via radio nel corso di una trasmissione notturna, e narra di tre fratelli afroamericani, due ragazzi e una ragazza, dalla pelle di gradazione differente (dal totalmente nero del fratello maggiore, al mulatto dell'altro fratello, alla pelle quasi bianca della sorella), dei loro problemi e sogni. Girato in bianco e nero, con sfocature della pellicola e una fotografia sgranata, il film costò 15.000 dollari e fu realizzato in due versioni: la prima aderiva molto di più alla cosiddetta '"Scuola di New York", ma Cassavetes girò una seconda versione, ripulita da quelli che secondo lui erano tempi morti e intellettualismi. Presentata alla Mostra di Venezia del 1960 e uscita nel 1961, è quella che si conosce, e portò ad una frattura insanabile tra Cassavetes e gli esponenti della "Scuola di New York", che gli rimproverarono di aver modificato il film per ottenere più incassi. La critica, per mezzo dell'entusiasta direttore di Film Culture Jonas Mekas, provò a fare di Cassavetes il simbolo del neonato New American Cinema Group, ma il regista non accettò mai di aderire al manifesto costitutivo, e pur rimanendo coerente a un'impostazione liberal ("un umanista" per sua definizione) non farà mai film didascalicamente politici.
Il successo di Ombre gli diede la possibilità di girare nel 1961 un film a Hollywood. La Paramount lo chiamò per dirigere Blues di mezzanotte, un dramma ambientato nel sottobosco del jazz. Cassavetes accettò, ma la sua indipendenza era fuori posto a Hollywood, così dovette scendere a compromessi: poté scegliere solo in parte gli attori e dovette rispettare i tempi e i modi dettati da Hollywood, rimanendone insoddisfatto. Lo stesso anno Stanley Kramer gli propose di girare un film di impegno civile, Gli esclusi, che uscì nel 1963. Il film risultò ancora più insoddisfacente di Blues di mezzanotte, e finì per non essere riconosciuto né da Kramer né da Cassavetes. Inoltre si rivelò un vero fiasco al botteghino, e costò un periodo di oblio al regista, che si rifugiò nuovamente nella televisione, dove comparve in molti serial (tra i quali due puntate della celebre serie Alfred Hitchcock presenta), fino al 1964, quando fece ritorno al cinema come attore, chiamato da Don Siegel per interpretare Contratto per uccidere.
In questo periodo Cassavetes iniziò a ideare un progetto sperimentale, una sorta di work in progress da realizzare con attori professionisti e non. Nel primo semestre del 1965 iniziò a girare in 16mm, sfruttando per gli interni anche la sua abitazione, diciassette ore di pellicola, lavorando con trecento persone. Contemporaneamente alla realizzazione di questo progetto, continuò a lavorare come attore in film, come Quella sporca dozzina (1967), ottenendo una candidatura all'Oscar al miglior attore non protagonista, e Rosemary's Baby - Nastro rosso a New York (1968). Il progetto si concluse solo nel 1968, quando il film, con il titolo Volti, uscì snellito dalle diciassette ore originali a due ore e dieci. Il film partecipò alla Mostra di Venezia, dove vinse un premio per la migliore interpretazione maschile (a John Marley). Negli Stati Uniti fu candidato agli Oscar del 1969, per la sceneggiatura originale.

### Gli anni settanta
Dopo Volti, Cassavetes diresse Mariti (1970), interpretato da Ben Gazzara, Peter Falk e dal regista stesso. Il film, nella versione originale, dura 154 minuti, ma la distribuzione italiana tagliò 59 minuti. Il film successivo fu Minnie and Moskowitz (1972), una commedia sofisticata, più professionale rispetto ai film precedenti, ma che contiene la solita improvvisazione e parodia di genere. Dopo tre anni, due dei quali spesi nella ricerca di un distributore, Cassavetes girò Una moglie (1975), forse la migliore interpretazione di Gena Rowlands, e probabilmente la sua migliore opera come regista. Il film ottenne due candidature agli Oscar, per la migliore attrice e per il miglior regista, e ottenne un buon successo di pubblico e critica.
Due anni dopo Cassavetes girò L'assassinio di un allibratore cinese (1976), una rivisitazione del "gangster movie", con protagonista Ben Gazzara, che negli USA fu snobbato e considerato un film "minore", un "divertissement". Uscito in una seconda versione nel 1978, in Italia fu massacrato dalla distribuzione, che tagliò 23 minuti. L'anno dopo il regista diresse La sera della prima (1977), altra prova maiuscola di Gena Rowlands, creatrice con il regista-marito di duetti indimenticabili.

### Gli anni ottanta
Nel 1980 Cassavetes girò Una notte d'estate (Gloria), una rivisitazione del thriller, con protagonista ancora la moglie. Il film vinse il Leone d'oro alla Mostra di Venezia ex aequo con Atlantic City, U.S.A. di Louis Malle, e ottenne un gran successo presso la critica e il pubblico (nel 1999 Sidney Lumet porterà nelle sale un remake della pellicola, Gloria, con il ruolo della Rowlands ripreso da Sharon Stone). Una notte d'estate (Gloria) fu l'ultimo grande film di Cassavetes. Gli ultimi due suoi film infatti furono girati tra problemi con i produttori e l'incombere della malattia che gli sarà fatale.
Nel 1983 girò Love Streams - Scia d'amore, tratto da una pièce teatrale di Ted Allan che fu prodotto dall'allora forte Cannon Films, ma la critica lo considerò un prodotto commerciale come tanti altri, lontano dallo stile del regista. Il film comunque vinse l'Orso d'oro al Festival di Berlino del 1984. Durante la lavorazione di Love Streams - Scia d'amore, il regista scoprì di avere la cirrosi epatica.
Interpretò ancora alcuni film come attore e nel 1985 accettò di subentrare al regista Andrew Bergman sul set della commedia Il grande imbroglio, a riprese abbondantemente iniziate. Il film, interpretato da due amici di Cassavetes, Peter Falk e Alan Arkin, deluse però in toto il regista, che lo ripudiò. Dopo il 1985 la sua malattia si aggravò e si rivelò incurabile. Cassavetes morì a Los Angeles il 3 febbraio 1989, a 59 anni. È sepolto al Westwood Village Memorial Park Cemetery.

## Influenze
John Cassavetes ha influenzato e ispirato molti registi, da Martin Scorsese a registi indipendenti come  Quentin Tarantino, Jim Jarmusch e Alexandre Rockwell.
In occasione della sua masterclass alla 78ª Mostra internazionale d'arte cinematografica di Venezia, Roberto Benigni lo ha citato come suo riferimento, esprimendo il desiderio di voler realizzare un film "alla Cassavetes".

## Filmografia

### Regista

#### Cinema
- Ombre (Shadows) (1959)
- Blues di mezzanotte (Too Late Blues) (1961)
- Gli esclusi (A Child is Waiting) (1963)
- Volti (Faces) (1968)
- Mariti (Husbands) (1970)
- Minnie and Moskowitz (1971)
- Una moglie (A Woman Under the Influence) (1974)
- L'assassinio di un allibratore cinese (The Killing of a Chinese Bookie) (1976)
- La sera della prima (Opening Night) (1977)
- Una notte d'estate (Gloria) (Gloria) (1980)
- Love Streams - Scia d'amore (Love Streams) (1984)
- Il grande imbroglio (Big Trouble) (1986)

#### Televisione
- Johnny Staccato – serie TV, episodi 1x02-1x07-1x12-1x18-1x21 (1959-1960)
- The Lloyd Bridges Show – serie TV, episodi 1x04-1x18 (1962-1963)
- Polvere di stelle (Bob Hope Presents the Chrysler Theatre) – serie TV, episodio 3x27 (1966)

### Attore

#### Cinema
- 14ª ora (Fourteen Hours), regia di Henry Hathaway (1951)
- Taxi, regia di Gregory Ratoff (1953)
- Notte di terrore (The Night Holds Terror), regia di Andrew L. Stone (1955)
- Delitto nella strada (Crime in the Streets), regia di Don Siegel (1956)
- Nel fango della periferia (Edge of the City), regia di Martin Ritt (1957)
- Intrigo all'Avana (Affair in Havana), regia di László Benedek (1957)
- Lo sperone insanguinato (Saddle in the Wind), regia di Robert Parrish (1958)
- Sabbie roventi (Virgin Island), regia di Pat Jackson (1958)
- Ombre (Shadows), regia di John Cassavetes (1959)
- The Webster Boy, regia di Don Chaffey (1961)
- Contratto per uccidere (The Killers), regia di Don Siegel (1964)
- Facce senza Dio (Devil's Angels), regia di Daniel Haller (1966)
- Quella sporca dozzina (The Dirty Dozen), regia di Robert Aldrich (1967)
- Rosemary's Baby - Nastro rosso a New York (Rosemary's baby), regia di Roman Polański (1968)
- Roma come Chicago, regia di Alberto De Martino (1969)
- Gli intoccabili, regia di Giuliano Montaldo (1969)
- Se è martedì deve essere il Belgio (If It's Tuesday, this must be Belgium), regia di Mel Stuart (1969)
- Mariti (Husbands), regia di John Cassavetes (1970)
- Minnie and Moskowitz, regia di John Cassavetes (1971)
- Quella sporca ultima notte (Capone), regia di Steve Carver (1975)
- Panico nello stadio (Two-minute warning), regia di Larry Peerce (1976)
- Mikey e Nicky (Mikey and Nicky), regia di Elaine May (1976)
- Gli eroi (Heroes), regia di Jeremy Kagan (1977)
- La sera della prima (Opening Night), regia di se stesso (1977)
- Fury (The Fury), regia di Brian De Palma (1978)
- Obiettivo "Brass" (Brass Target), regia di John Hough (1978)
- Di chi è la mia vita? (Whose Life is it Anyway?), regia di John Badham (1981)
- Incubus - Il potere del male (Incubus), regia di John Hough (1982)
- La tempesta (Tempest), regia di Paul Mazursky (1982)
- Marvin & Tige, regia di Eric Weston (1982)
- Love Streams - Scia d'amore (Love Streams), regia di John Cassavetes (1984)
- Terrore in sala (Terror in the Aisles), regia di Andrew J. Kuehn (1984)

#### Televisione
- Alfred Hitchcock presenta (Alfred Hitchcock Presents) – serie TV, episodio 1x16 (1956)
- Climax! – serie TV, episodi 2x42-3x09 (1956)
- The 20th Century-Fox Hour – serie TV, episodio 2x05 (1956)
- Pursuit – serie TV, episodio 1x08 (1958)
- General Electric Theater – serie TV, episodio 7x24 (1959)
- Gli uomini della prateria (Rawhide) – serie TV, episodio 3x19 (1961)
- L'ora di Hitchcock (The Alfred Hitchcock Hour) – serie TV, episodi 2x19-3x03 (1964)
- La legge di Burke (Burke's Law) – serie TV, episodi 1x28-1x31-2x28-2x31 (1964-1965)
- Il virginiano (The Virginian) – serie TV, episodio 4x18 (1966)
- Colombo (Columbo) – serie TV, episodio 2x02 (1972)

## Riconoscimenti
- Premio Oscar
  - 1968 – Candidatura al miglior attore non protagonista per Quella sporca dozzina
  - 1969 – Candidatura alla migliore sceneggiatura originale per Volti
  - 1975 – Candidatura al miglior regista per Una moglie

- Mostra del Cinema di Venezia
  - 1980 – Leone d'oro per Gloria - Una notte d'estate

- Festival internazionale del cinema di Berlino
  - 1984 – Orso d'oro per Love Streams - Scia d'amore

## Doppiatori italiani
- Sergio Graziani in Contratto per uccidere, Quella sporca dozzina, Gli intoccabili, La tempesta
- Luciano De Ambrosis in Panico nello stadio, Obiettivo "Brass", Terrore in sala
- Giuseppe Rinaldi in Delitto nella strada, Rosemary's Baby - Nastro rosso a New York
- Pino Locchi in Nel fango della periferia, Roma come Chicago
- Pino Colizzi in Incontro all'Avana, Fury
- Ferruccio Amendola in Mariti, Love Streams - Scia d'amore
- Gianfranco Bellini in Lo sperone insanguinato
- Giancarlo Maestri in Colombo
- Michele Kalamera in Quella sporca ultima notte
- Alberto Lionello in La sera della prima